# Tchirozérine (departament)
Tchirozérine – departament w środkowym Nigrze, w regionie Agadez. Zajmuje powierzchnię 154 746 km². Siedzibą administracyjną jest miasto Tchirozérine.

## Położenie
Departament graniczy z:
- Algierią i departamentem Arlit na północy,
- departamentem Bilma na wschodzie,
- departamentami: Gouré, Tanout i Dakoro na południu,
- departamentami: Tahoua i Tchintabaraden na zachodzie.

## Podział administracyjny
Departament tworzy 6 gmin (communes): 2 gminy miejskie – Tchirozérine i Agadez oraz 4 gminy wiejskie.
| Gmina        | Liczba mieszk. |
| ------------ | -------------- |
| Agadez       | 124 324        |
| Tchirozérine | 67 876         |
| Aderbissinat | 27 523         |
| Dabaga       | 28 694         |
| Ingall       | 47 170         |
| Tabelott     | 32 431         |

## Demografia
Od 2001 roku następowały następujące zmiany liczby ludności departamentu Tchirozérine:
| Rok             | 2001    | 2010    | 2011    |
| Liczba ludności | 206 389 | 312 698 | 328 018 |

W 2011 roku mieszkańcy departamentu stanowili 64,17% ogólnej liczby mieszkańców regionu i niecały 2,1% populacji kraju. W strukturze płci mężczyźni stanowili 50,2% (164 685), kobiety 49,8% (163 333).